# Calibi (popolo)
I chalybes o chaldoi (in greco Χάλυβες, Χάλυβοι, Χάλδοι?), in italiano calibi, erano una tribù dell'antichità classica a cui viene attribuita l'invenzione della siderurgia. 
Erano stanziati nell'Anatolia settentrionale, vicino alle rive del Mar Nero, dall'Halys a Pharnakeia e Trebisonda a oriente e verso sud fino all'Armenia Minore. 
Le principali informazioni riguardo alla storia dei calibi provengono da fonti classiche, inclusi Omero, Erodoto, Strabone e Senofonte.
I chaldoi/chalybes, mossynoikoi e Tubal/Tabal/Tibareni, vengono annoverati dagli autori classici fra i primi popoli fabbri. 
Nel periodo romano, i chaldaei (omonimi ma senza nessuna relazione con i  caldei semitici) e i chalybes vengono menzionati da Plutarco (Lucull. c. 14) come stanziati nella Cappadocia Pontica, o parte del Pontus Cappadocicus della provincia romana del Ponto.
Χάλυψ, il nome della tribù in greco, significa "ferro temperato, acciaio", un termine passato al latino come chalybs, "acciaio". A sua volta citato come possibile origine del termine Excalibur, il nome della leggendaria spada di Re Artù. Sayce fa derivare il nome greco chalybe dall'ittita Khaly-wa, "terra di Halys" . 